# Wilma Rosenquist
Wilma Anna Signe Rosenquist, född 8 mars 2001, är en svensk friidrottare som främst tävlar i kortdistanslöpning. Hon tävlar för Malmö AI och har tidigare tävlat för Öresund FK.

## Karriär
Rosenquist tog silver på 200 meter och brons på 100 meter vid Svenska mästerskapen i friidrott 2021 i Borås. Hon har även tagit tre guld (2020–2022) samt ett brons (2019) på 4×100 meter vid stafett-SM.

## Personliga rekord
| Utomhus - 100 meter – 11,65 (Malmö, 29 maj 2021) - 200 meter – 23,83 (Linköping, 23 augusti 2020) - 300 meter – 43,28 (Lidköping, 6 september 2015) - 400 meter – 1.03,83 (Hässleholm, 30 juli 2017) - Längd – 5,74 (Ystad, 22 juli 2018) | Inomhus - 60 meter – 7,64 (Växjö, 23 februari 2019) - 200 meter – 24,51 (Växjö, 22 februari 2020) - 400 meter – 58,48 (Göteborg, 4 februari 2017) - Längd – 5,53 (Göteborg, 5 februari 2017) |